# NGC 2787
NGC 2787は、おおぐま座の方角に約2400万光年離れた位置にある棒状レンズ状銀河である。1999年にハッブル宇宙望遠鏡によって観測された。中心にある超大質量ブラックホールの質量は 4.1+0.4
−0.5 × 107M☉ と推定されている。

## LINER放射
NGC 2787内には、弱イオン化された原子からのスペクトル線によって特徴付けられる低電離中心核輝線領域(LINER)がある。LINERはレンズ状銀河では非常に一般的であり、近隣の約5分の1のレンズ状銀河はLINERを含む。